# Castelo de Zalatambor
O Castelo de Zalatambor localiza-se na cidade e município de Estella, na província e comunidade autónoma de Navarra, na Espanha. É uma das duas principais fortificações com que a cidade contava para a sua defesa: a outra era o Castelo de Belmecher.

## História
As mais antigas informações sobre o castelo remontam a 1024, ano em que é referido um tenente de nome Jimeno Ochoa, no Castelo de Lizarrara, estabelecido na penha menor. A partir do século XIII, essa fortificação menor passou a ser conhecida como Castelo de Zalatambor, coincidindo com a primeira fortificação na penha maior.
A sua decisiva importância estratégica na defesa do reino de Navarra contra o de Castela foi demonstrada desde essa época: em 1203, os reis Afonso VIII de Castela e Afonso IX de Leão atacaram Navarra, incidindo a campanha nomeadamente em Estella, por nela se encontrar Diego Lopez de Biscaia, ainda que a solidez das suas defesas os tenha obrigado a levantar o cerco. Em sua crónica, Ximénez de Rada denomina a cidade de "o mais nobre enclave de Navarra". Outros assédios se sucederam durante os séculos seguintes, na sequência de lutas entre Castela e Navarra.
Além das sucessivas ampliações e reformas empreendidas em Zalatambor, a defesa da cidade foi reforçada pela construção de um novo castelo, o de Belmecher (1276), e de uma torre defensiva a modo de atalaia, no cume da montanha, vigiando a estrada para Castela. As três fortificações eram ligadas por uma muralha, constituindo um recinto castelejo totalmente independente da cidade.
O castelo de Zalatambor foi usado como uma residência real durante os séculos XIII, XIV e XV, com numerosas dependências acrescentadas para esse fim. No entanto, em precárias condições de conservação desde meados do século XV, devido à crise causada pela guerra civil entre agramonteses e beaumonteses, obrigava o monarca a acolher-se, durante as suas estadias, nas casas mais nobres da cidade.
Em 1512, a coalizão beaumontesa-castelhana conquistou definitivamente o castelo, que passou, juntamente com o reino, para as mãos de Castela. Conservou as suas funções militares até 1572, quando o novo plano de defesa contra a França levou à construção da cidadela de Pamplona e ao abandono do castelos medievais de Navarra.
A sua destruição parcial foi levada a cabo pela demolição dos seus principais elementos defensivos. O estado em que atualmente se encontra é devido principalmente ao seu aproveitamento como uma pedreira, conforme documentado em inúmeras ações judiciais.
Em nossos dias, o conjunto dos Castelos de Estrella encontra-se em processo de declaração como Bem de Interesse Cultural.

## Características
O recinto do Castelo de Zalatambor tem sido objeto de escavações arqueológicas desde 2000, tendo até ao momento se obtido uma planta bastante completa do mesmo. Trata-se de um castelo roqueiro que se adapta à topografia existente, que lhe impõe algumas limitações nas suas dimensões e condiciona a sua morfologia.
Foi possível observar três fases ou etapas construtivas no mesmo. A mais antiga, possívelmente entre o século X e o século XI, constitui-se na implantação, no topo da penha rochosa, de uma torre de pequenas dimensões, alargada, defendida no lado mais acessível por uma muralha que lhe era muito próxima.
Numa segunda fase, ao final do século XII, foi erguida uma nova fortificação, sobre a penha mais elevada, composta por dois recintos muralhados, defendidos por seteiras. O acesso é feito por uma pequena porta sobre uma rocha, provavelmente com uma ponte de madeira. Na parte superior foram erguidas as dependências de serviço e uma torre quadrada, de que apenas os restos se conservam.
A terceira fase corresponde ao reforço e desenvolvimento do castelo, estendendo-se do século XIII à sua demolição, a partir de 1572. Os recintos coroados por seteiras foram reforçados por novos muros a eles adossados, proporcionando enorme espessura a estes. Construiu-se um terceiro recinto, e a face posterior da falésia, com pouco espaço, foi aproveitada com dois novos cinturões defensivos. Mais adiante, um quarto recinto terminaria por fechar o perímetro do castelo.
A configuração interna das instalações variou inteiramente. Em seu ponto mais alto foi erguida uma torre semicircular que coroava o conjunto. Abaixo dela ergueu-se um edifício que compreendia uma cisterna na sua parte inferior, e uma capela sob a invocação de São Salvador sobre ela, além de outras dependências.
O edifício mais importante do conjunto encontrava-se no terceiro recinto: compreendia as dependências reservadas para os reis e tinha acesso direto a uma adega escavada na rocha. Finalmente, no exterior deste recinto, e parcialmente escavadas na rocha, localizavam-se as cavalariças do castelo.